# Arctostaphylos wellsii
Arctostaphylos wellsii är en ljungväxtart som beskrevs av W. Knight. Arctostaphylos wellsii ingår i släktet mjölonsläktet, och familjen ljungväxter. Inga underarter finns listade i Catalogue of Life.